# Koreai Szocialista Női Szövetség
A Koreai Szocialista Női Szövetség vagy Koreai Női Szövetség (hangul: 조선사회주의녀성동맹, Csoszon szahödzsui njoszong tongmeng, handzsa: 朝鮮社會主義女性同盟, RR: Joseon sahoejueui nyeoseong dongmaeng) egy feminista szervezet Észak-Koreában. Legismertebb tagja elnöke, Pak Den Aj (Pak Jong Ae) volt, aki évtizedekig Kim Ir Szen (Kim Il-sung) közeli tanácsadója volt, és járt Magyarországon is.
2016 novemberében a szervezet nevét Koreai Demokrata Női Szövetségről Koreai Szocialista Női Szövetségre változtatták.

## Elnökeinek listája
- Pak Den Aj (Pak Jong Ae) (박정애; 1945–1965)
- Kim Okszun (Kim Ok-sun) (김옥순; 1965–1971)
- Kim Szonge (Kim Song-ae) (김성애; 1971–1998)
- Cshon Jonok (Chon Yon-ok) (천연옥; 1998–2000)
- Pak Szunhi (Pak Sun-hui) (박순희; 2000–2008)
- Ro Szongsil (Ro Song-sil) (로성실; 2008–2014)
- Kim Dzsongszun (Kim Jong-sun) (김정순; 2014–)